# Space (groupe)
Pour les articles homonymes, voir Space.
Space est un groupe de musique électronique français, surtout connu pour son titre Magic Fly issu de leur premier album paru en 1977.

## Biographie
Space est formé en 1977 par Didier Marouani (également connu sous le nom d'Ecama). Le groupe était composé de Didier Marouani, des arrangeurs Roland Romanelli et Jannick Top, et de la chanteuse Madeline Bell. Marouani avait déjà une certaine notoriété en tant que chanteur pop solo, mais il s'est rapidement concentré sur son groupe, dont le nom a été suggéré par la chanson Magic Fly, écrite à l'origine en 1976 pour une émission de télévision consacrée à l'astrologie.
Didier Marouani explique « Vu les paroles des gens qui me disaient constamment que la mélodie ressemble aux sons venant de l'espace, j'ai choisi Space comme nom ». Au début, les musiciens soulignaient fortement l'orientation science-fiction de leur groupe, se produisant souvent en costumes de scène comme des combinaisons spatiales. Une autre raison d'apparaître en public sous la forme d'"astronautes" était le contrat actuel de Didier Marouani avec la société Polydor. Marouani explique : « le producteur et moi avons invité ma maison de disques à sortir Magic Fly sous mon nom, mais le label a décidé que la composition n'était pas assez bonne pour le faire .... Mon producteur a trouvé une autre compagnie, mais je ne pouvais pas "allumer" sous mon propre nom, puisque le contrat avec ma compagnie restait en vigueur ... Les costumes sont apparus aussi parce que personne ne pouvait me reconnaître dedans. J'ai dû trouver un pseudonyme créatif, et je me suis arrêté sur Ecama.
Magic Fly, le premier titre du groupe devient numéro un des hit-parades dans de nombreux pays à travers le monde,. Le groupe adopte à l'époque un look spatial et futuriste.
À partir de 1980, le groupe se disloque, l'album Deeper Zone publié sous le nom de Space consiste en réalité en des enregistrements signés par uniquement deux membres du groupe : Roland Romanelli et Jannick Top. Marouani continue alors à enregistrer sous le nom de Ecama puis de Didier Marouani & Space et de Didier Marouani & Paris-France-Transit.
En 1992, Didier Marouani fut le premier artiste à obtenir du maire de Moscou les autorisations nécessaires pour donner un concert sur la place Rouge qui réunira plus de 360 000 spectateurs.
Aujourd'hui, Space et son leader Didier Marouani sont très connus en Russie et dans les ex-Républiques Soviétiques,.

## Discographie

### Albums studio
- 1977 : Magic Fly
- 1977 : Deliverance
- 1978 : Just Blue
- 1981 : Deeper Zone
- 1982 : Paris - France Transit
- 1987 : Space Opéra
- 2002 : Symphonic Space Dream
- 2011 : From Earth to Mars
- 2012 : Space magic concert

### Singles
- 1977 : Magic Fly (septembre 1977)
- 1977 : Tango in Space
- 1977 : Running in the City
- 1977 : Prison
- 1979 : Just Blue
- 1979 : Save Your Love for Me
- 1980 : Deeper Zone
- 1980 : On the Air
- 1980 : Tender Force

### Compilations
- 1983 : Paris - France Transit Live (album live)
- 2011 : Favoris des meilleurs (compilation 1977-1982)